# Faches-Thumesnil

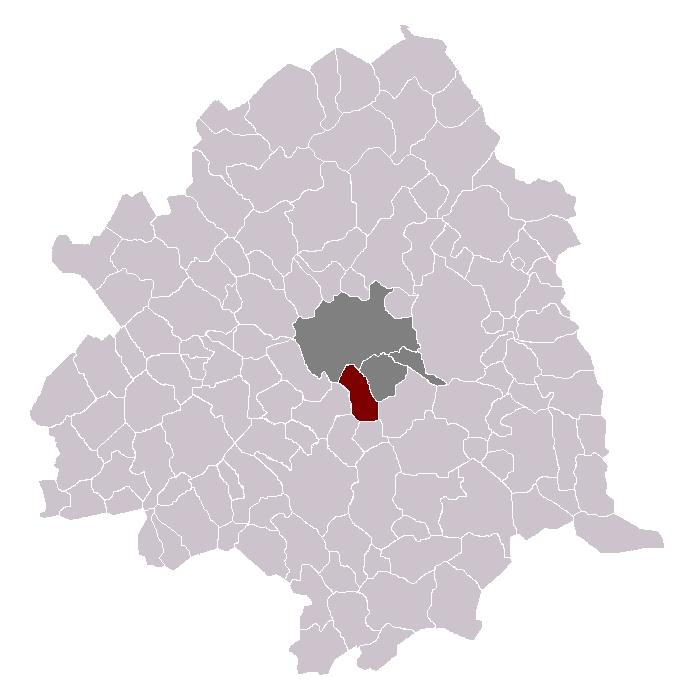

Faches-Thumesnil és un municipi francès, situat al departament de Nord (departament) i a la regió dels Alts de França. Limita amb els municipis de Lilla, Ronchin, Lesquin, Vendeville, Templemars i Wattignies. Es troba a la intersecció de carreteres que porten a Valenciennes, Brussel·les i París.

## Demografia
| Evolució de la població Ehess i INSEE |      |      |       |       |       |       |       |       |
| 1793                                  | 1800 | 1806 | 1821  | 1831  | 1836  | 1841  | 1846  | 1851  |
| 805                                   | 788  | 841  | 1 442 | 1 692 | 1 883 | 2 047 | 2 188 | 2 316 |

| 1856  | 1861  | 1866  | 1872  | 1876  | 1881  | 1886  | 1891  | 1896  |
| ----- | ----- | ----- | ----- | ----- | ----- | ----- | ----- | ----- |
| 2 361 | 2 505 | 2 705 | 2 851 | 2 928 | 3 095 | 3 279 | 3 413 | 3 800 |

| 1901  | 1906  | 1911  | 1921  | 1926  | 1931  | 1936  | 1946  | 1954  |
| ----- | ----- | ----- | ----- | ----- | ----- | ----- | ----- | ----- |
| 4 672 | 5 497 | 6 088 | 5 768 | 6 266 | 6 766 | 7 648 | 7 875 | 8 491 |

| 1962   | 1968   | 1975   | 1982   | 1990   | 1999   | 2006 | 2011 | 2016 |
| ------ | ------ | ------ | ------ | ------ | ------ | ---- | ---- | ---- |
| 12 095 | 16 801 | 18 645 | 16 931 | 15 774 | 15 902 | -    | -    | -    |

| 2019 | - | - | - | - | - | - | - | - |
| ---- | - | - | - | - | - | - | - | - |
| -    | - | - | - | - | - | - | - | - |

## Administració
| Període   | Identitat            | Partit |
| --------- | -------------------- | ------ |
| 1944-1945 | Georges Thibaut      |        |
| 1945-1947 | Cyprien Bocquet      |        |
| 1947-1953 | Édouard Mioux        |        |
| 1953-1974 | Arthur François      |        |
| 1974-1977 | Étienne Plancq       |        |
| 1977-2001 | Jean-Claude Gosselin | PS     |
| 2001-     | Nicolas Lebas        | MoDem  |

## Agermanaments
Cattolica, Itàlia

 Stolberg Alemanya

 St Neots Regne Unit

 Naoussa Grècia

 Tinkare Mali